# Astragalus pycnorhizus
Astragalus pycnorhizus är en ärtväxtart som beskrevs av George Bentham. Astragalus pycnorhizus ingår i släktet vedlar, och familjen ärtväxter. Inga underarter finns listade i Catalogue of Life.